# Lesiceri, Veliko Tărnovo
Lesiceri (în bulgară Лесичери) este un sat în comuna Pavlikeni, regiunea Veliko Tărnovo,  Bulgaria. 

## Demografie
Componența etnică a satului Lesiceri
     Bulgari (90,46%)
     Nicio identificare (8,72%)
     Altele (0,81%)
La recensământul din 2011, populația satului Lesiceri era de 493 locuitori. Din punct de vedere etnic, majoritatea locuitorilor (90,46%) erau bulgari. Pentru 8,72% din locuitori nu este cunoscută apartenența etnică.